# Chelonus kozlovi
Chelonus kozlovi är en stekelart som först beskrevs av Vladimir Ivanovich Tobias 1961.  Chelonus kozlovi ingår i släktet Chelonus och familjen bracksteklar. Inga underarter finns listade i Catalogue of Life.